# Palm (azienda)
La Palm, Inc. è stata un'azienda informatica statunitense specializzata nella produzione di computer palmari.

## Storia
Palm venne fondata nel 1992 e nel 1995 fu acquisita da U.S. Robotics. Nel marzo del 1996 lanciò sul mercato il suo primo prodotto: il Palm Pilot 1000. Assieme al Palm Pilot 5000, lanciato in contemporanea, questi due apparati diedero il via all'epoca dei palmari. Il mercato delle agendine elettroniche non programmabili, fino ad allora dominato da Casio e Sharp, venne travolto. La famiglia dei Palm Pilot, programmabili, aveva come unici concorrenti i prodotti dalla Psion.
Nel giugno del 1997, Palm divenne una controllata di 3Com. Nel settembre del 1998 la società licenziò a Handspring Inc il sistema operativo PalmOS alla base dei suoi palmari. Nel maggio del 1999 Palm poteva vantare una quota del 79% del mercato mondiale dei palmari. Nel febbraio del 2000 il Palm IIIc, il primo palmare a colori, venne lanciato sul mercato.
Il 2 marzo del 2000 3Com rese indipendente la controllata Palm, quotandola al NASDAQ (ticker PALM). Nell'agosto del 2001 Palm rilevò Be Incorporated, software house sviluppatrice di BeOS e ne assunse i migliori programmatori.
Nel gennaio del 2002, Palm creò la società PalmOS, Inc., che mutò successivamente il nome in PalmSource, Inc., mentre Palm stessa cambiò nome in PalmOne, Inc. e si focalizzò sull'hardware. Nel giugno del 2002 venne commercializzato il PalmOS 5.
Nel giugno 2003 PalmOne annunciò l'acquisizione di Handspring Inc e lo spin-off di PalmSource, che venne completato nell'ottobre dello stesso anno. Nel 2005 la società effettuò un nuovo cambio di denominazione ritornando ad essere la Palm Inc.
Nell'aprile 2010 la società è stata acquistata dalla Hewlett-Packard per 1,2 miliardi di dollari. Ad agosto 2011 HP decise di dismettere il marchio, mantenendo la produzione a proprio titolo.

## Prodotti
| Nome Palmare   | Processore e frequenza   | Memoria Rom      | Memoria Ram | Schermo (dimensioni e colori) | Anno di uscita sul mercato |
| -------------- | ------------------------ | ---------------- | ----------- | ----------------------------- | -------------------------- |
| Pilot 1000     |                          |                  |             |                               | 1996                       |
| Pilot 5000     |                          |                  |             |                               | 1996                       |
| Treo 600       | ARM 144-MHz              |                  | 32 MB       | 160×160 pixel 3375 colori     | 2003                       |
| Visor          |                          |                  |             |                               |                            |
| Visor Deluxe   |                          |                  |             |                               |                            |
| Visor Prism    |                          |                  |             |                               |                            |
| Visor Platinum |                          |                  |             |                               |                            |
| Visor Pro      |                          |                  |             |                               |                            |
| Visor Neo      |                          |                  |             |                               |                            |
| Visor Edge     |                          |                  |             |                               |                            |
| III            |                          |                  |             |                               |                            |
| IIIe           |                          |                  |             |                               |                            |
| IIIx           |                          |                  |             |                               |                            |
| IIIxe          |                          |                  |             |                               |                            |
| IIIc           |                          |                  |             |                               |                            |
| V              |                          |                  |             |                               |                            |
| Vx             |                          |                  |             |                               |                            |
| VII            |                          |                  |             |                               |                            |
| VIIX           |                          |                  |             |                               |                            |
| M100           |                          |                  |             |                               |                            |
| M105           |                          |                  |             |                               |                            |
| M125           |                          |                  |             |                               |                            |
| M130           | Dragonball 33 MHz        |                  | 8 Mb        | 160x160 65.536 colori         | 2002                       |
| M500           |                          |                  |             |                               |                            |
| M505           |                          |                  |             |                               |                            |
| M515           |                          |                  |             |                               |                            |
| i705           |                          |                  |             |                               |                            |
| Tungsten T     | Texas Instrument 120 MHz | 4 Mb             | 8 Mb        | 320x240 65.536 colori         | 2002                       |
| Zire           |                          |                  |             |                               |                            |
| Tungsten T2    |                          |                  |             |                               |                            |
| Tungsten C     |                          |                  |             |                               |                            |
| Zire 21        |                          |                  |             |                               |                            |
| Zire 71        |                          |                  |             |                               |                            |
| Tungsten T3    | Intel Xscale 320 MHz     | 60 Mb            |             | 65.536 colori                 | 2004                       |
| Tungsten E     | Intel Xscale 160 MHz     |                  | 32 Mb       | 320x320 65.536 colori         |                            |
| Zire 31        |                          |                  |             |                               |                            |
| Tungsten T5    | Intel Xscale             |                  |             | 320x480 65.536 colori         |                            |
| Zire 72        |                          |                  |             |                               |                            |
| Lifedrive      |                          | 4 Gb (Hard Disk) |             |                               | 2005                       |
| Tungsten E2    | Intel Xscale 200 MHz     |                  | 32 Mb       | 320x320 65.536 colori         | 2005                       |
| Tx             | Intel Xscale             |                  |             | 320x480 65.536 colori         | 2005                       |
| Z22            | Samsung S3C2410 266 MHz  |                  |             |                               | 2005                       |